# Detroit Stories
Detroit Stories je dvacáté osmé studiové album amerického zpěváka Alice Coopera, vydané v únoru 2021 společností earMusic. Produkoval jej Bob Ezrin, který s Cooperem spolupracuje již od počátku 70. let. Ezrin na nahrávce rovněž obsluhuje několik nástrojů, mezi další hudebníky patří Joe Bonamassa, Wayne Kramer, Mark Farner a Larry Mullen mladší, stejně jako několik členů někdejší skupiny Alice Cooper, se kterou zpěvák Alice Cooper vystupoval v 60. a 70. letech. Obsahuje celkem patnáct písní, z toho jedenáct autorských a čtyři coververze (mj. od The Velvet Underground a MC5).
První singl z alba, „Rock & Roll“, byl zveřejněn v polovině listopadu 2020. Druhý singl „Our Love Will Change the World“ vyšel o měsíc později. Poslední singl „Social Debris“ vyšel 4. února 2021, v den Cooperových 73. narozenin.
V hitparádě Billboard 200 publikované časopisem Billboard se album umístilo na 47. pozici, v žánrových hitparádách téhož časopisu dosáhlo lepších míst: v rockové pátého a v hardrockové druhého. V britské hitparádě (UK Albums Chart) dosáhlo čtvrté příčky a v německé (GfK Entertainment) první. V české hitparádě (ČNS IFPI) se umístilo na 27. místě.

## Seznam skladeb
| Pořadí         | Název                                  | Autor                                                  | Délka |
| -------------- | -------------------------------------- | ------------------------------------------------------ | ----- |
| 1.             | Rock & Roll                            | Lou Reed                                               | 4:43  |
| 2.             | Go Man Go                              | Alice Cooper, Bob Ezrin, Tommy Henriksen, Wayne Kramer | 2:40  |
| 3.             | Our Love Will Change the World         | Matthew Smith                                          | 3:39  |
| 4.             | Social Debris                          | Cooper, Ezrin, Neal Smith                              | 3:05  |
| 5.             | $1000 High Heel Shoes                  | Cooper, Ezrin, Kramer                                  | 3:29  |
| 6.             | Hail Mary                              | Cooper, Ezrin, Henriksen                               | 3:15  |
| 7.             | Detroit City 2021                      | Cooper, Ezrin, Henriksen, Ryan Roxie, Chuck Garric     | 3:20  |
| 8.             | Drunk and in Love                      | Cooper, Ezrin, Dennis Dunaway                          | 3:52  |
| 9.             | Independence Dave                      | Cooper, Ezrin, Kramer                                  | 2:57  |
| 10.            | I Hate You                             | Cooper, Ezrin, Dunaway                                 | 2:34  |
| 11.            | Wonderful World                        | Cooper, Ezrin, Henriksen, Tommy Denander               | 3:20  |
| 12.            | Sister Anne                            | Fred Sonic Smith                                       | 4:47  |
| 13.            | Hanging On by a Thread (Don't Give Up) | Cooper, Ezrin, Henriksen                               | 3:36  |
| 14.            | Shut Up and Rock                       | Cooper, Ezrin, Henriksen, Denander                     | 2:09  |
| 15.            | East Side Story                        | Bob Seger                                              | 2:52  |
| Celková délka: | Celková délka:                         | Celková délka:                                         | 50:28 |

## Obsazení
- Alice Cooper – zpěv, doprovodné vokály, harmonika
- Michael Bruce – kytara, zpěv
- Dennis Dunaway – baskytara, kytara, zpěv
- Neal Smith – bicí, zpěv
- Bob Ezrin – varhany, cowbell, perkuse, klavír, doprovodné vokály, programování, klávesy
- Johnny „Bee“ Bedanjek – bicí, doprovodné vokály
- Garret Bielaniec – kytara
- Tommy Henriksen – kytara, perkuse, doprovodné vokály, programování
- Wayne Kramer – kytara, doprovodné vokály
- Paul Randolph – baskytara, doprovodné vokály
- Joe Bonamassa – kytara
- Mark Farner – kytara, doprovodné vokály
- Steve Hunter – kytara
- Tommy Denander – kytara, klávesy
- Steven Crayn – kytara
- Matthew Smith – kytara
- Rick Tedesco – kytara
- Jimmy Lee Sloas – baskytara
- Larry Mullen mladší – bicí
- Calico Cooper – doprovodné vokály
- Sheryl Cooper – doprovodné vokály
- James Shelton – varhany
- Carla Camarillo – doprovodné vokály
- Camille Sledge – doprovodné vokály
- Debra Sledge – doprovodné vokály
- Tanya Thillet – doprovodné vokály
- Keith Kaminski – saxofon
- John Rutherford – pozoun
- Walter White – trubka